# Tiapaga
Tiapaga est une localité située dans le département de Bilanga de la province de la Gnagna dans la région Est au Burkina Faso.

## Géographie
Tiapaga se trouve à 9 km au nord-est de Tobou.

## Économie
L'économie de la ville est liée à l'activité de son marché.

## Santé et éducation
Le centre de soins le plus proche de Tiapaga est le centre de santé et de promotion sociale (CSPS) de Tobou.
Le village possède une école primaire publique.